# Lopeno
Lopeno és una concentració de població designada pel cens dels Estats Units a l'estat de Texas. Segons el cens del 2000 tenia 140 habitants.

## Demografia
Segons el cens del 2000, Lopeno tenia 140 habitants, 41 habitatges, i 35 famílies. La densitat de població era de 71,1 habitants/km².
Dels 41 habitatges en un 36,6% hi vivien nens de menys de 18 anys, en un 73,2% hi vivien parelles casades, en un 14,6% dones solteres, i en un 12,2% no eren unitats familiars. En el 12,2% dels habitatges hi vivien persones soles el 7,3% de les quals corresponia a persones de 65 anys o més que vivien soles. El nombre mitjà de persones vivint en cada habitatge era de 3,41 i el nombre mitjà de persones que vivien en cada família era de 3,72.
Per edats la població es repartia de la següent manera: un 30% tenia menys de 18 anys, un 10,7% entre 18 i 24, un 27,1% entre 25 i 44, un 23,6% de 45 a 60 i un 8,6% 65 anys o més.
L'edat mediana era de 30 anys. Per cada 100 dones de 18 o més anys hi havia 92,2 homes.
La renda mediana per habitatge era de 23.077 $ i la renda mediana per família de 23.077 $. Els homes tenien una renda mediana de 51.250 $ mentre que les dones 0 $. La renda per capita de la població era de 6.965 $. Aproximadament el 39,4% de les famílies i el 45,5% de la població estaven per davall del llindar de pobresa.

## Poblacions més properes
El següent diagrama mostra les poblacions més properes.